# ニューアクション
ニューアクションは、東京書籍が出版している学習参考書シリーズである。現在は、高等学校数学のみ発行しているが、以前は英語の参考書もこのシリーズで発行していた。

## 概要
教科書基本から入試対策まで幅広いレベルを扱う参考書である。編集スタイルとしては、項目ごとの「まとめ」のページ、典型問題を収録した例題及びその解答解説、類題のページ、節末問題、章末問題という流れで構成されている。以前はチャート式（数研出版）と同様、書店店頭で市販されていたが、2007年発行の改訂版から学校採用専用となり、一般には入手できない状態が12年弱続いた。
2019年2月よりNEW ACTION LEGENDシリーズの店頭一般販売を開始。網羅系数学参考書には珍しく公式集までセット売りされているのが特徴だが、冊子「確率分布と統計的な推測」は含まれない。電子書籍にも対応。

## 現行学習指導要領に基づく書籍
- ニューアクションαシリーズ
- 改訂版ニューアクションβシリーズ
- 改訂版ニューアクションベーシックシリーズ
- NEW ACTION LEGENDシリーズ